# Ryohei Koike
Ryohei Koike (小池 良平 Koike Ryohei?), född 24 augusti 1980 i Shizuoka prefektur, är en japansk före detta fotbollsspelare.
Koike började sin karriär 1999 i Oita Trinita. Han avslutade karriären 2000.